# Monoacide
Un monoacide  ou acide monofonctionnel est un acide qui a la possibilité de libérer un seul ion H+, ou proton, par opposition aux polyacides qui peuvent en libérer plusieurs. Sa base conjuguée est l'espèce chimique qui a un ion H+ de moins que lui.
Il forme un couple acide-base avec cette espèce.

## Exemples
- L'acide acétique CH3COOH, aussi appelé acide éthanoïque, un acide faible. Couple acide-base : CH3COOH/CH3COO−. Demi-équation :

CH3COOH + H2O  {\displaystyle \rightleftharpoons }  CH3COO− + H3O+     pKa = 4,76
- Acide L-ascorbique (vitamine C).